# Ончу
Ончу (рум. Onciu) — село у повіті Галац в Румунії. Входить до складу комуни Берешть-Мерія.
Село розташоване на відстані 231 км на північний схід від Бухареста, 70 км на північ від Галаца, 125 км на південь від Ясс.

## Населення
За даними перепису населення 2002 року у селі проживали 58 осіб, усі — румуни. Усі жителі села рідною мовою назвали румунську.